# Jardin botanique de l'université de Cambridge

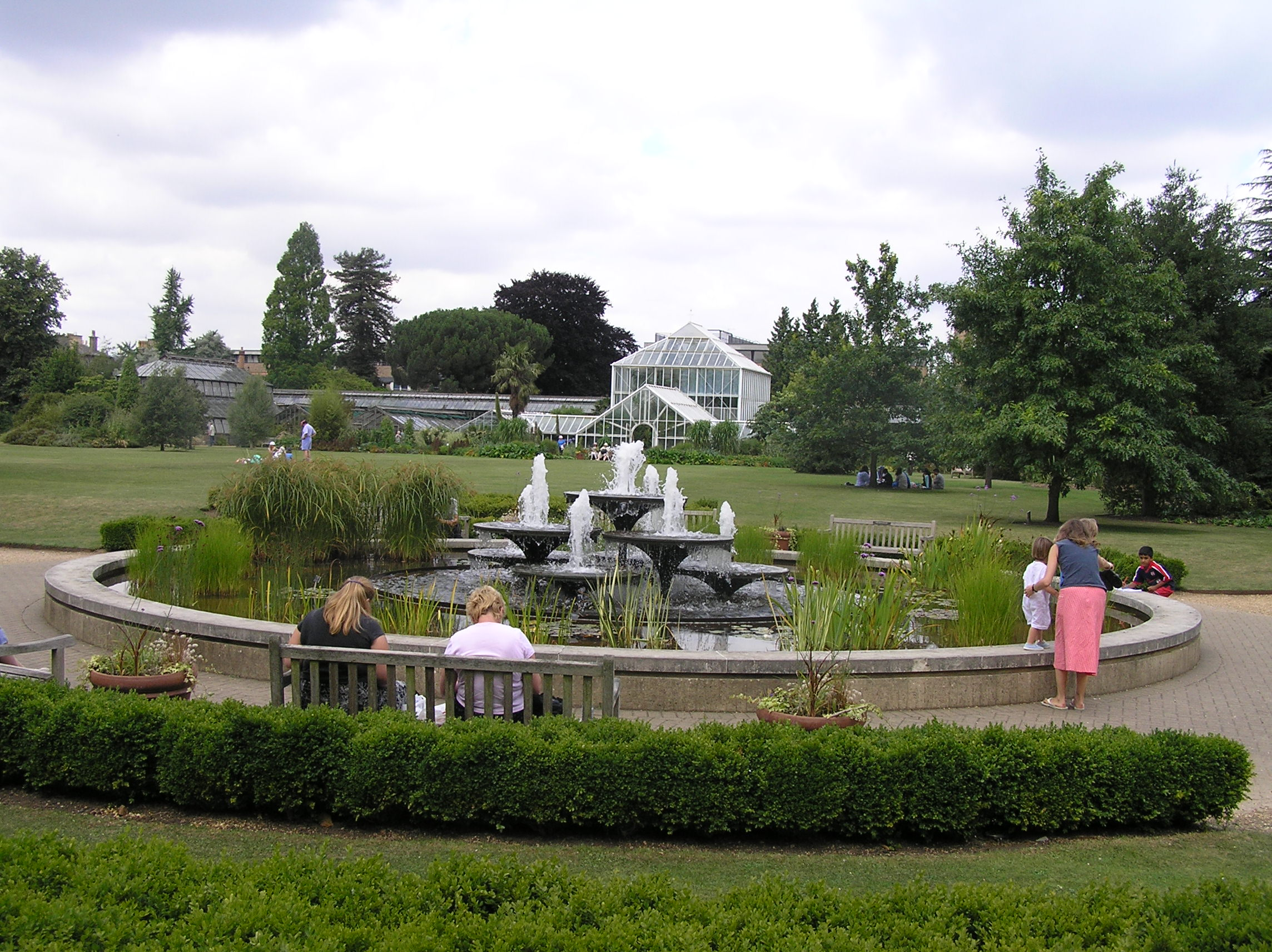
La fontaine et les serres

Le jardin botanique de l'Université de Cambridge (Cambridge University Botanic Garden en anglais) est un jardin botanique situé à Cambridge au Royaume-Uni. D'une superficie de 16 hectares, il est situé entre le centre-ville et la gare de Cambridge. 
Fondé pour l'université de Cambridge en 1831 par John Stevens Henslow (1795-1861), le jardin a ouvert au public en 1846. Beaucoup le considèrent comme le deuxième en importance derrière les jardins botaniques royaux de Kew.

## Collection
- Autumn colour garden
- Bed of British native plants
- Dry garden - demonstrates planting requiring reduced watering
- Marécage
- Genetics garden
- Le jardin abrite plus de 3 000 espèces abritées dans de nombreuses serres pour les protéger du climat anglais :
  - La serre tempérée : de nombreuses plantes issues de climats océaniques y sont entreposées. Elles ne nécessitent pas un climat très chaud mais doivent absolument être protégées du gel.
  - Maison alpine
  - Maison de Belize
  - Maison des Cactus
  - Conservatory, with variable displays
  - Evolution house
  - Maison des fougères (fermée pour rénovation)
  - Maison des plantes succulentes et des plantes carnivores

- - Maison tropicale humide
- Herbaceous borders
- Lac Le lac et les serres au second plan
- Collections nationales de :
  - Alchemilla
  - Bergenia
  - Fritillaire
  - Lavande
  - Chèvrefeuille
  - Groseillier
  - Ruscus
  - Saxifrage
  - Tulipes
  - Géraniums

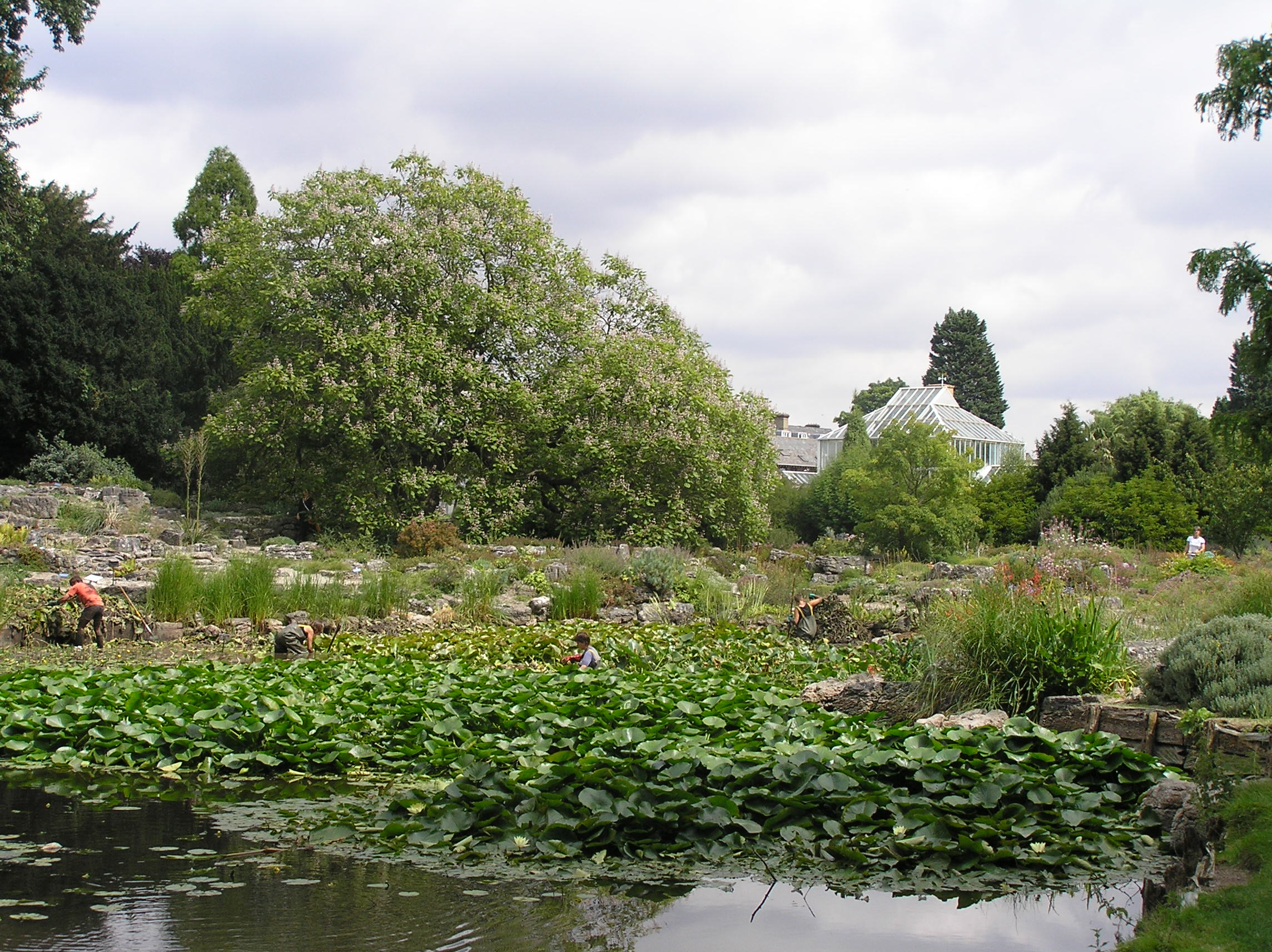
Le lac et les serres au second plan

- Jardin de rocaille pour plantes de la flore alpine
  - Jardin de rocaille calcaire construit entre 1954 et 1957
  - Jardin de rocaille de grès
- Jardin parfumé
- Systematic beds - 144 island beds representing 80 families of flowering plants
- Collection d'arbres
- Jardin aquatique
- Jardin d'hiver (décembre à avril)
- jardin-forêt

## Activités
De nombreuses activités ainsi que des démonstrations publiques sont organisées au sein du jardin botanique, y compris la très populaire journée de la pomme (Apple day).
- Sélection et soin des arbres
- La fabrication de paniers et chapeaux de paille
- Illustrations des plantes au pinceau et à l'encre
- Peindre la récolte automnale
- Le bois : l'histoire intérieure
- Les saisons de jardinage : L'hiver
- Identification hivernale des arbres

La plupart de ces événements sont gérés ou supportés par les "Friends of Cambridge Botanic Garden" qui  viennent en aide au jardin par du travail bénévole ou par l'organisation de levées de fonds. 